# Pepppar Mobil AB
Pepppar Mobil AB var ett svenskt telekommunikationsbolag som fram till 2005 bedrev verksamhet inom mobiltelefoni då kundstocken såldes till operatören Djuice. För sina mobiltjänster använde sig Peppar Mobil av TeliaSoneras GSM-nät.
Under 2005 uppgick rörelseintäkterna till 46 670 kronor. Rörelsekostnaderna uppgick till 89 823 kronor. Resultat från finansiella investeringar uppgick till 510 045 kronor. Företaget hade inga anställda.